# John Baldessari
John Baldessari (National City, Califòrnia, 1931 - Los Angeles, 2 de gener de 2020) fou un artista estatunidenc.

## Biografia
Es va formar al San Diego State College (ara la Universitat Estatal de San Diego), a la Universitat de Califòrnia a Berkeley, a la Universitat de Califòrnia, Los Angeles (UCLA), a l' Otis College of Art and Design i a l'Institut d'Art Chouinard de Los Angeles. Un dels artistes americans més influents de la segona meitat del segle xx, Baldessari ha treballat en múltiples línies. A mitjan anys seixanta, va començar a incorporar textos, paraules i fotografies al seu treball pictòric, fet que va situar-lo com un dels pioners de l'art conceptual. Durant els anys setanta va produir films, vídeos, instal·lacions, escultura i fotografia, i ja als vuitanta, les seves composicions fotogràfiques amb material fílmic van iniciar el que es coneix com l'apropiacionisme artístic.
El seu treball es caracteritza per una acusada consciència del llenguatge, que parteix de l'estructuralisme de Claude Lévi-Strauss, i per la incorporació d'imatges procedents de la cultura popular. A diferència d'altres artistes conceptuals, Baldessari mostra un acusat sentit de l'humor. Tot i la simplicitat aparent de les seves imatges, aquestes contenen múltiples connotacions i suposen una anàlisi de la cultura de masses. Entre les múltiples exposicions a centres d'art d'Europa i Amèrica, en destaquen les retrospectives produïdes al Museo Nacional Centro de Arte Reina Sofía de Madrid i a l'IVAM de València el 1989, a la Kunsthaus Graz el 2005, al MoMA de Nova York el 2010, i a la Tate Modern de Londres i al MACBA de Barcelona el 2010. La seva obra es va poder veure a la Biennal de Venècia (1997), el Carnegie International (1985-86), la Biennal de Whitney (1983) i la Documenta de Kassel (1972 i 1982).